# La Tinaja Samaritana
La Tinaja Samaritana är en ort i Mexiko.   Den ligger i kommunen Apaseo el Alto och delstaten Guanajuato, i den centrala delen av landet, 200 km nordväst om huvudstaden Mexico City. La Tinaja Samaritana ligger 1 994 meter över havet och antalet invånare är 203.
Terrängen runt La Tinaja Samaritana är kuperad åt sydväst, men åt nordost är den platt. Terrängen runt La Tinaja Samaritana sluttar norrut. Runt La Tinaja Samaritana är det ganska tätbefolkat, med 207 invånare per kvadratkilometer. Närmaste större samhälle är Celaya, 17,3 km nordväst om La Tinaja Samaritana. Trakten runt La Tinaja Samaritana består till största delen av jordbruksmark.